# Küçükyağcı
Küçükyağcı (Koerdisch: Palanciya), vroeger Yağcısağır geheten, is een dorp in het Turkse district Haymana in de provincie Ankara. Küçükyağcı ligt 39 kilometer ten zuiden van het bestuurlijke centrum Haymana en 126 kilometer ten zuiden van de Turkse hoofdstad Ankara. Het dorp grenst (met de klok mee) aan de volgende dorpen: Devecipınarı, Serinyayla, Büyükyağcı, Cihanşah, Tepeköy, Boğazkaya, Sırçasaray en Büyükkonak.
Krachtens wet nr. 6360 werden alle Turkse provincies met een bevolkingsaantal van minimaal 750.000 personen uitgeroepen tot grootstedelijke gemeenten (Turks: büyükşehir belediyeleri), waardoor de dorpen in deze provincies de status van mahalle hebben gekregen (Turks voor stadswijk). Ook Küçükyağcı heeft sinds 2013 de status van mahalle.

## Bevolking
| Jaar | Totaal | Mannen | Vrouwen |
| ---- | ------ | ------ | ------- |
| 2019 | 59     | 31     | 28      |
| 2000 | 63     |        |         |
| 1990 | 184    |        |         |
| 1975 | 256    | 133    | 123     |
| 1960 | 108    | 60     | 48      |
| 1940 | 64     | 35     | 29      |

Centrale districtsplaats (İlçe Merkezi): Haymana
Dorpen (Köyler):
Ahırlıkuyu · Aktepe · Alahacılı · Altıpınar · Ataköy · Bahçecik · Balçıkhisar ·  Boğazkaya · Bostanhüyük · Bumsuz · Büyükkonak · Büyükyağcı · Cihanşah · Cingirli · Culuk · Çalış · Çatak · Çayraz · Çeltikli ·  Demirözü · Dereköy · Deveci · Devecipınarı · Durupınar  · Durutlar  · Emirler · Esen · Eskikışla · Evci · Evliyafakı · Gedik · Gültepe · Güzelcekale · İncirli · Karahoca  · Karaömerli  · Karapınar  · Karasüleymanlı  · Katrancı · Kavakköy · Kerpiçköy · Kesikkavak · Kızılkoyunlu · Kirazoğlu · Kutluhan · Küçükkonak · Küçükyağcı · Saatli · Sarıdeğirmen · Sarıgöl · Sazağası · Serinyayla · Sırçasaray · Sinanlı · Sındıran · Soğulca · Söğüttepe · Şerefligökgöz · Tabaklı · Tepeköy · Toyçayırı · Türkhüyük · Türkşerefli · Yamak · Yaprakbayırı · Yaylabeyi · Yeniköy · Yergömü · Yeşilköy  · Yeşilyurt · Yukarısebil · Yurtbeyli